# Tratado da Carta da Energia
O Tratado da Carta da Energia (TCE) é um acordo internacional que estabelece uma estrutura multilateral para a cooperação transfronteiriça no setor de energia, principalmente no setor de combustíveis fósseis. O tratado cobre todos os aspetos das atividades comerciais de energia, incluindo comércio, trânsito, investimentos e eficiência energética. O tratado contém procedimentos de resolução de disputas tanto para os Estados Partes do Tratado (em relação a outros Estados) quanto entre os Estados e os investidores de outros Estados, que fizeram investimentos no território do primeiro.
Inicialmente, o processo da Carta da Energia visava integrar os setores de energia da União Soviética e da Europa Oriental no final da Guerra Fria nos mercados europeus e mundiais mais amplos. O seu papel, no entanto, vai além da cooperação leste-oeste e, por meio de instrumentos juridicamente vinculantes, o livre comércio nos mercados globais de energia e a não discriminação para estimular os investimentos estrangeiros diretos e o comércio global transfronteiriço.
As sentenças e acordos das arbitragens internacionais apresentadas por violação da lei do Tratado da Carta da Energia são, por vezes, na casa das centenas de milhões de dólares. Em 2014, os casos da YUKOS foram decididos em favor dos requerentes com base no tratado com um prémio recorde de 50 mil milhões de dólares (US$), embora continuem os recursos nos tribunais nos Países Baixos.
Nos últimos anos, o Tratado da Carta da Energia tem sido criticado por ser um obstáculo significativo à promulgação de políticas nacionais de combate às alterações climáticas, e por desincentivar ativamente os governos nacionais a cumprir os recentes tratados internacionais sobre o clima, como o Acordo de Paris, devido à ameaça de perda financeira.
As versões completas do tratado, tanto consolidadas como oficiais, são de livre acesso.

## História

### Carta Europeia da Energia
Os primórdios da Carta da Energia remontam a uma iniciativa política lançada na Europa no início dos anos 90. O fim da Guerra Fria ofereceu uma oportunidade sem precedentes para superar as divisões económicas anteriores entre as nações de ambos os lados da Cortina de Ferro. A perspetiva mais brilhante para uma cooperação benéfica mutuamente co-dependente era o setor de energia, dada a crescente demanda de energia da Europa e a vasta disponibilidade de recursos nas nações pós-soviéticas. Além disso, havia uma necessidade reconhecida de estabelecer uma base comumente aceite para a cooperação energética entre os estados da Eurásia. Por essas considerações, nasceu o processo da Carta da Energia.
A declaração original da Carta Europeia da Energia foi assinada em Haia em 17 de dezembro de 1991. Foi uma declaração política de princípios para a cooperação energética internacional em comércio, trânsito e investimento, juntamente com a intenção de negociar um Tratado juridicamente vinculativo, marcando o início do desenvolvimento do Tratado da Carta da Energia. Um dos obstáculos finais foi encontrar uma linguagem que garantisse a soberania nacional sobre os recursos naturais, ao mesmo tempo em que consagrava o princípio da cooperação internacional para permitir o acesso externo a esses recursos. Os negociadores também conseguiram garantir à Áustria e à Suíça que não arcariam com um ónus de trânsito indevido para recursos energéticos.

### Tratado da Carta da Energia
O tratado é um acordo multilateral juridicamente vinculativo que abrange a promoção e proteção de investimentos, comércio, trânsito, eficiência energética e resolução de disputas. O tratado foi assinado em Lisboa em Dezembro de 1994, juntamente com um "protocolo sobre eficiência energética e aspetos ambientais conexos" (PEERA). O tratado e o protocolo entraram em vigor em abril de 1998. Uma emenda às disposições relacionadas ao comércio refletindo a mudança dos processos do Acordo Geral sobre Tarifas e Comércio para os processos da Organização Mundial do Comércio também foi acordada naquela época.

### Carta Internacional da Energia
A Carta Internacional de Energia é uma declaração política não vinculativa que sustenta princípios-chave para a cooperação internacional em energia. A declaração tenta refletir as mudanças no mundo da energia que surgiram desde o desenvolvimento do Tratado da Carta da Energia original no início da década de 1990. A Carta Internacional da Energia foi assinada em 20 de maio de 2015, por 72 países mais a UE, Euratom e CEDEAO numa conferência ministerial organizada pelo governo dos Países Baixos.

## Conferência da Carta de Energia
O artigo 33 do tratado estabelece a Conferência da Carta de Energia, que é o órgão de governo e de tomada de decisões da Organização e tem estatuto de observador da Assembleia Geral das Nações Unidas na resolução 62/75 adotada pela Assembleia Geral a 6 de dezembro de 2007.  Os membros são os países e organizações regionais de integração económica que assinaram ou aderiram ao tratado e estão representados na Conferência e nos seus órgãos subsidiários. A Conferência reúne-se regularmente para discutir questões que afetam a cooperação energética entre os Membros e para rever a implementação do tratado e as disposições do PEEREA, e para considerar novas atividades dentro da estrutura da Carta de Energia. A Conferência da Carta de Energia tem os seguintes órgãos subsidiários:
- Grupo de Estratégia
- Grupo de Implementação
- Comité de Orçamento
- Comité Consultivo Jurídico

Além disso, um conselho consultivo – o Painel Consultivo da Indústria – apresenta os pontos de vista do setor privado sobre questões relevantes relacionadas a investimentos em energia, fluxos transfronteiriços e eficiência energética para a Conferência e para os seus grupos.
A Task Force de Aconselhamento Jurídico foi criada pelo Secretariado da Carta da Energia em 2001 para auxiliar na elaboração de Acordos Modelo equilibrados e juridicamente coerentes para oleodutos e gasodutos transfronteiriços.

## Âmbito jurídico do tratado
As disposições do tratado concentram-se em quatro grandes áreas: Comércio de Energia, Investimento, Eficiência Energética, Resolução de Litígios, Trânsito Energético.

### Comércio
O propósito do Tratado da Carta da Energia no comércio de energia é criar mercados de energia abertos e não discriminatórios em todos os seus estados membros. Esta estrutura segue as regras do sistema multilateral de comércio, conforme incorporado no Acordo Geral de Tarifas e Comércio (GATT), que mais tarde se tornou a Organização Mundial do Comércio (OMC). O Tratado da Carta da Energia estende o GATT e mais tarde as regras da OMC no setor de energia entre os seus membros. Além disso, o tratado abrange o comércio de todos os materiais energéticos (por exemplo, petróleo bruto, gás natural, combustível de madeira, etc.), todos os produtos energéticos finais (por exemplo, petróleo, eletricidade, etc.) e equipamentos relacionados à energia. As regras de comércio abrangem apenas o comércio de bens, não o comércio de serviços, nem se preocupam com os direitos de propriedade intelectual.

### Investimento
O tratado é responsável pela proteção do investimento estrangeiro direto. Estima-se que apenas na União Europeia, Reino Unido e Suíça, o tratado proteja investimentos fósseis de pelo menos 344,6 mil milhões de euros. As suas disposições protegem os investidores e os seus investimentos de riscos políticos envolvidos no investimento num país estrangeiro, como discriminação, expropriação, nacionalização, quebra de contrato, danos devido à guerra, etc. A natureza juridicamente vinculativa do Tratado da Carta da Energia torna-o o único quadro multilateral do mundo para questões especificamente relacionadas com a Energia.

### Resolução de litígios
Enquanto que o artigo 27.º estabelece as disposições para a resolução de litígios entre dois Estados Contratantes, o artigo 26.º do Tratado da Carta da Energia prevê disposições expressas para a resolução de litígios decorrentes do tratado entre um investidor de um Estado Contratante e outro Estado Contratante. Este processo é geralmente conhecido como Resolução de Litígios do Estado do Investidor ou ISDS. As opções de regras de arbitragem são:
- Regras do ICSID
- Regras de Instalações Adicionais do ICSID
- Regras ad hoc da UNCITRAL
- As Regras de Arbitragem da Câmara de Comércio de Estocolmo

As reivindicações mais significativas contra a Rússia, referentes à decisão da Yukos, surgiram de acordo com as disposições do Artigo 26.
A redação do tratado levantou algumas questões difíceis na área de Disputas Investidor-Estado por académicos. Em 2021, o tratado foi derrubado pelo Tribunal de Justiça da União Europeia. Algumas áreas de discussão são:
- os padrões de proteção concedidos pelo tratado;
- a responsabilidade internacional dos Estados por violações do tratado;
- os vários procedimentos disponíveis para a reivindicação de direitos sob o tratado;
- as condições a serem satisfeitas antes da reclamação de um reclamante poder ser considerada no mérito;
- o impacto do direito da UE nas reivindicações ao abrigo do tratado;
- as disposições do tratado relativas à tributação;
- possíveis efeitos do TCE no clima;[12][13][14]
- possíveis impactos geopolíticos, climáticos e financeiros [15][16][17]

e
- efeitos supostamente deletérios sobre os orçamentos dos estados.[18]
- Nathalie Bernasconi-Osterwalder, advogada do Instituto Internacional para o Desenvolvimento Sustentável (IISD na sigla inglesa), critica o TCE por não ter "definições mais precisas de padrões de proteção ao investimento, [por não] estabelecer responsabilidades para os investidores e [por não] integrar inovações em relação à resolução de litígios para garantir transparência e independência", ao contrário de abordagens mais modernas. Além disso, afirma que está a seguir ambições expansionistas.[19]
- Tania Voon, professora de Direito da Universidade de Melbourne, analisa a chamada modernização do TCE por não incluir o ISDS, e vários outros défices como não introduzir "uma distinção entre os investimentos baseados em combustíveis fósseis e os baseados em energias renováveis".[20]
- Membros de vários partidos do Parlamento Europeu aconselharam a comissão a se retirar se a modernização não for adequada. [21]

### Eficiência energética
O envolvimento da Carta da Energia em questões de eficiência energética e a sua relação com um ambiente mais limpo foi introduzido na Carta Europeia da Energia de 1991. O subsequente Tratado da Carta da Energia, e em particular o Artigo 19.º do tratado, exige que cada Parte Contratante "... se esforce para minimizar de maneira economicamente eficiente os Impactos Ambientais nocivos decorrentes do uso de energia".
Com base no artigo 19.º do Tratado da Carta da Energia, o Protocolo sobre Eficiência Energética e Aspectos Ambientais Relacionados (PEERA na sigla inglesa) define mais detalhadamente os princípios políticos que podem promover a eficiência energética e fornece orientações sobre o desenvolvimento de programas de eficiência energética. O PEERA foi negociado, aberto para assinatura e entrou em vigor ao mesmo tempo (16 de Abril de 1998) do Tratado da Carta da Energia.
Em contraste com outras atividades no processo da Carta, a ênfase no trabalho sobre eficiência energética não é juridicamente vinculativa, mas sim na implementação prática de um compromisso político para melhorar a eficiência energética. Isso é promovido por meio de discussões políticas baseadas na análise e troca de experiências entre os países membros, especialistas independentes convidados e outras organizações internacionais.
A implementação do PEERA oferece aos seus países membros uma série de melhores práticas e um fórum para partilha de experiências e conselhos de políticas sobre questões de eficiência energética. Neste fórum, é dada especial atenção à estratégia nacional de eficiência energética, fiscalidade, política de preços no sector da energia, subsídios relacionados com o ambiente e outros mecanismos de financimanento dos objetivos de eficiência energética.

### Trânsito de energia
O Tratado da Carta da Energia fornece um conjunto de regras que abrangem toda a cadeia energética, incluindo não apenas os investimentos em produção e geração, mas também os termos sob os quais a energia pode ser comercializada e transportada pelas várias jurisdições nacionais para os mercados internacionais. Como tal, o acordo destina-se a evitar a interrupção da passagem de combustível entre os países.

#### Protocolo de trânsito
O Protocolo de Trânsito da Carta da Energia é um projeto de protocolo cujas negociações ainda não foram finalizadas. O Protocolo ampliaria e fortaleceria as disposições do tratado sobre questões de trânsito de energia para mitigar alguns riscos operacionais específicos que continuam a afetar os fluxos de trânsito de energia. As negociações sobre o texto do Protocolo de Trânsito começaram no início de 2000 e um texto de compromisso refletindo uma discussão alargada entre a União Europeia e a Rússia foi apresentado para adoção na reunião da Conferência da Carta da Energia em 10 de dezembro de 2003. Ficou claro durante a reunião que uma decisão unânime não poderia ser alcançada com base no texto de compromisso; um fator complicador foi que as questões energéticas, incluindo o trânsito, foram assunto da agenda bilateral da União Européia e da Rússia no contexto das negociações russas para a adesão à Organização Mundial do Comércio. As negociações do Protocolo foram então temporariamente suspensas.
Em dezembro de 2007, a Conferência da Carta de Energia reafirmou o seu apoio à finalização das negociações e adoção do Protocolo da Carta de Energia sobre Trânsito para expandir as disposições existentes do tratado. Este trabalho prosseguiu até outubro de 2011, quando a União Europeia argumentou que, dada a atual evolução da situação energética internacional e a falta de progresso nas negociações e consultas, não parecia mais oportuno continuar as negociações. Uma revisão da questão no final de 2015 observou a contínua procura por uma estrutura multilateral juridicamente vinculativa para o trânsito de energia e recomendou explorar ainda mais a base para as negociações de tal acordo, que poderia abordar vários aspectos do transporte de petróleo, gás e eletricidade e trânsito.
O Tratado da Carta da Energia inclui uma obrigação dos países membros de facilitarem o trânsito de energia no seu território, de acordo com o princípio da liberdade de trânsito, e garantir os fluxos de trânsito estabelecidos. Ao mesmo tempo, as disposições do tratado não obrigam nenhum país a introduzir o acesso obrigatório de terceiros.

### O princípio da soberania nacional
Os princípios da Carta da Energia baseiam-se na ideia de que os fluxos internacionais de investimentos e tecnologias no setor energético são mutuamente benéficos. Mas, ao mesmo tempo, a soberania nacional sobre os recursos energéticos é um princípio fundamental do tratado (TCE Artigo 18.º). Um objetivo do tratado é promover a transparência e a eficiência na operação dos mercados de energia, mas cabe aos governos definir a estrutura do seu setor energético doméstico. Cada país é livre para decidir se e como seus recursos energéticos nacionais são desenvolvidos e até que ponto o seu setor de energia está aberto a investidores estrangeiros. O tratado não trata das questões de propriedade das empresas de energia – não há obrigação de privatizar empresas estatais de energia ou desmembrar empresas de energia verticalmente integradas.

## Composição
Os membros incluem países e Organizações Regionais de Integração Económica que assinaram ou aderiram ao Tratado. Em 1 de janeiro de 2018, o tratado foi assinado ou aderido por cinquenta e quatro países e Organizações Regionais de Integração Económica. Todos os Membros ratificaram o tratado, exceto Austrália, Bielorrússia, Noruega e Federação Russa. A Bielorrússia aceitou a aplicação provisória do tratado.

### Membros da Conferência da Carta da Energia
| - Afeganistão - Bielorrússia* - Chéquia - França - Irlanda - Lituânia - Países Baixos - Eslováquia - Macedónia do Norte | - Albânia - Bélgica - Dinamarca - Geórgia - Japão - Luxemburgo - Noruega* - Eslovénia - Turquia | - Arménia - Bósnia e Herzegovina - Estónia - Alemanha - Cazaquistão - Malta - Polónia - Espanha - Turquemenistão | - Austrália* - Bulgária - União Europeia - Grécia - Quirguistão - Moldávia - Portugal - Suécia - Ucrânia | - Áustria - Croácia - Euratom - Hungria - Letónia - Mongólia - Roménia - Suíça - Reino Unido | - Azerbaijão - Chipre - Finlândia - Islândia - Liechtenstein - Montenegro - Rússia - Tajiquistão - Uzbequistão |

Nota: * – denota um Estado que aplica provisoriamente instrumentos assinados, mas ainda não ratificados

### Observadores
O estatuto de observador é concedido aos países e organizações regionais de integração económica que tenham assinado a Carta Europeia da Energia ou a Carta Internacional da Energia. Os observadores têm o direito de assistir a todas as reuniões da Carta e de receber toda a documentação, relatórios e análises relacionados, e de participar nos debates de trabalho que ocorrem no âmbito da Carta da Energia. Além disso, as Organizações Internacionais podem receber o estatuto de Observador por decisão da Conferência da Carta da Energia. A intenção é que o estatuto de Observador dê a oportunidade a um país de se familiarizar com a Carta e as suas funções, para facilitar a sua avaliação dos benefícios da adesão ao Tratado da Carta da Energia.

#### Países
| - Argélia - Canadá - Egito - Mauritânia - Catar - Síria - Venezuela | - Bahrein - Chade - Indonésia - Marrocos - Coreia do Sul - Tanzânia - Iémen | - Bangladesh - Chile - Irã - Níger - Arábia Saudita - Tunísia | - Benim - China - Nigéria - Sérvia - Uganda | - Burundi - Colômbia - Jordânia - Paquistão - Omã - Emirados Árabes Unidos | - Camboja - ECOWAS - Kuwait - Palestina - Eswatini - Estados Unidos |

#### Organizações internacionais
| - Associação das Nações do Sudeste Asiático (ASEAN, 2003) - Cooperação Energética da Região do Mar Báltico (BASREC, 2000) - Cooperação Econômica do Mar Negro (BSEC, 1991) - Conselho para a Energia Elétrica da CEI (1991) - Banco Europeu para Reconstrução e Desenvolvimento (BERD, 1991) - Agência Internacional de Energia (AIE, 1991) | - Fórum Internacional de Energia (FIE, 2007) - Organização para Cooperação e Desenvolvimento Económico (OCDE, 1991) - Comissão Económica das Nações Unidas para a Europa (UNECE, 1991) - Banco Mundial (1991) - Organização Mundial do Comércio (OMC, 1991) |

### Antigos membros
- Itália (assinou 1991, abandonou 2016)[34]

### Participação russa
A Federação Russa assinou o tratado e aplicou-o provisoriamente, mas não o ratificou. Vinculou a ratificação do tratado a negociações sobre um Protocolo de Trânsito da Carta da Energia. Em outubro de 2006, a chanceler alemã Angela Merkel e o presidente francês Jacques Chirac propuseram a criação de uma parceria energética equilibrada entre a França e a Alemanha, representando a União Europeia, e a Rússia. Sob o acordo, a Rússia teria que assinar a Carta Europeia de Energia, algo que o presidente Vladimir Putin disse que afeta os interesses nacionais da Rússia.
Em dezembro de 2006, a Rússia indicou que a ratificação do tratado era improvável devido às disposições que exigem o acesso de terceiros aos oleodutos da Rússia. Em 20 de agosto de 2009, informou oficialmente o depositário do tratado (Governo de Portugal) que não pretendia tornar-se parte contratante do tratado e do respetivo protocolo que extingue a aplicação provisória do tratado e do PEEREA a partir de 18 de outubro de 2009.
Não obstante o término da aplicação provisória do tratado pela Rússia, as disposições sobre resolução de litígios e proteção de investimentos  estão ainda em vigor por mais vinte anos. Em 30 de novembro de 2009, o Tribunal Permanente de Arbitragem de Haia, que estava a considerar este caso desde 2005 sob as Regras da UNCITRAL, decidiu que ex-acionistas da YUKOS podem passar para a fase de mérito da sua ação de arbitragem contra o governo russo. A GML, anteriormente conhecida como Menatep, principal acionista da Yukos, está a processar a Rússia por mais de 100 mil milhões de dólares (US$) num caso de arbitragem internacional sob o tratado. As audiências ocorreram em outubro de 2012.
Em julho de 2014, o painel de arbitragem internacional em Haia decidiu por unanimidade a favor dos acionistas, concedendo uma indemnização de 50 mil milhões de dólares (US$) pela apreensão de ativos e desmantelamento da Yukos. O governo russo prometeu não cumprir a decisão, desencadeando uma disputa legal internacional que resultou na apreensão de bens russos pela França e Bélgica para possível uso como restituição para os reclamantes. No entanto, um tribunal francês decidiu contra a apreensão pelas autoridades francesas, e um tribunal holandês posteriormente revogou a decisão de 50 mil milhões de dólares (US$), argumentando que a Rússia não havia ratificado o Tratado da Carta da Energia e, portanto, não estava vinculado a ele.

## Secretariado

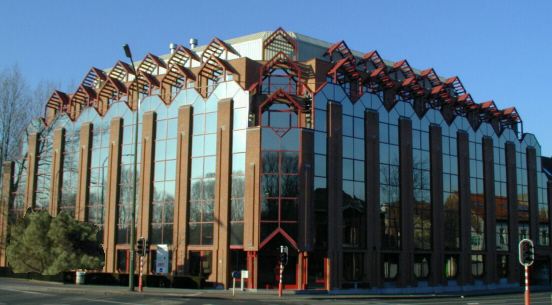
O Secretariado está localizado em Bruxelas.

O Tratado da Carta da Energia estabeleceu a criação de um Secretariado permanente que foi originalmente criado para acomodar o diálogo entre as partes contratantes durante a negociação do tratado. O Secretariado é mandatado pela Conferência da Carta de Energia, principalmente para fornecer à Conferência toda a assistência necessária para o desempenho de suas funções, incluindo promoção, organização e apoio jurídico, juntamente com espaço para reuniões de órgãos subsidiários hospedados no Secretariado.
Desde 1 de janeiro de 2022, o Secretário-Geral é Guy Lentz e, desde setembro de 2021, a Secretária-Geral Adjunta é Atsuko Hirose.

### Organização
Um dos principais mandatos dados pela Conferência da Carta da Energia ao Secretariado é organizar e administrar as reuniões da Conferência e dos seus órgãos subsidiários. Além disso, o Secretariado organiza conferências e fóruns de energia relacionados com os diálogos globais em andamento sobre energia.

### Obrigações de monitorização da ECT e PEEREA
O artigo 19º do tratado exige que cada Parte Contratante minimize, de maneira economicamente eficiente, impactos ambientais prejudiciais decorrentes do uso de energia. O Secretariado monitoriza o cumprimento dessas obrigações nas partes contratantes do tratado e cria vários relatórios disponíveis publicamente sobre cada uma das partes contratantes, tal como eficiência energética e clima de investimento.

### Apoio legal
O Tratado da Carta da Energia contém um sistema abrangente para a resolução de litígios sobre questões abrangidas pelo tratado. As duas principais formas de resolução de litigíos vinculativas são a arbitragem Estado-Estado sobre a interpretação ou aplicação de quase todos os aspectos do tratado (exceto concorrência e questões ambientais) e a arbitragem investidor-Estado (Artigo 26.º) para disputas de investimento. Existem disposições especiais, baseadas no modelo da OMC, para a resolução de questões de comércio interestadual e o tratado também oferece um procedimento de conciliação para disputas de trânsito. A Secretaria mantém assessoria jurídica a essas arbitragens, bem como tem a responsabilidade de manter os Travaux preparatoires usados para esclarecer as intenções do tratado pelo artigo 32.º da Convenção de Viena sobre o Direito dos Tratados.
O Secretariado mantém disponível publicamente uma lista de casos que foram levados por investidores a arbitragem internacional. Esses casos foram litigados sob os regulamentos de arbitragem do ICSID, Instituto de Arbitragem do SCC e UNCITRAL . As sentenças ou acordos de arbitragem por vezes chegam a centenas de milhões de dólares. Relativamente a disputas relativas à concorrência (artigo 6.º) e questões ambientais (artigo 19.º) o Secretariado prevê mecanismos de consulta não vinculativos bilaterais (no caso de concorrência) ou multilaterais (no caso de proteção ambiental).

## Críticas
O Tratado da Carta da Energia foi fortemente criticado por ser um obstáculo à transição para as energias renováveis. As empresas transnacionais que investiram na produção de combustíveis fósseis e energia nuclear podem processar os governos nacionais por perda de lucro em seus investimentos como consequência da transição para energia renovável. Os críticos argumentam que o Tratado da Carta da Energia tem um efeito desencorajador na legislação relacionada com a energia. A Rússia e a Noruega recusaram-se a ratificar o tratado e a Itália saiu em 2016, devido a preocupações ambientais sobre o TCE. Por exemplo, a empresa de energia alemã RWE processou o governo holandês por 1,4 mil milhões de euros em compensação pela desativação de centrais elétricas a carvão. Em outubro de 2020, o Parlamento Europeu votou pelo fim da proteção de combustíveis fósseis sob o TCE.

### Apelos ao abandono
Em 2020, Julia Steinberger e Yamina Saheb (ambas coautoras do Sexto Relatório de Avaliação do IPCC  iniciaram uma carta aberta pedindo a retirada do TCE. Elas justificam o apelo com a alegação de que o TCE é um obstáculo ao Acordo de Paris e ao Pacto Verde Europeu. A carta foi assinada, por exemplo, por Sandrine Dixson-Declève, Connie Hedegaard, James K. Galbraith, Helga Kromp-Kolb, Rachel Kyte, Thomas Piketty, Olivier de Schutter e Jean-Pascal van Ypersele. Em 15 de dezembro de 2020, a ministra espanhola da transição ecológica, Teresa Ribera, apoiou a ideia de Espanha se retirar do TCE caso não fosse possível chegar a um acordo para tornar o Tratado da Carta da Energia compatível com o Acordo de Paris. O Instituto Internacional para o Desenvolvimento Sustentável descreve a possibilidade de retirada com neutralização da cláusula de sobrevivência.